# Sanchidrián
Sanchidrián ist ein zentralspanischer Ort und eine Gemeinde (Municipio) mit 708 Einwohnern (Stand: 2024) in der Provinz Ávila in der Autonomen Region Kastilien-León. 

## Lage und Klima
Sanchidrián liegt auf der Südseite der Sierra de Gredos in der Provinz Ávila in einer Höhe von ca. 920 m. Im Gemeindegebiet liegt der Flugplatz Sanchidrián. Durch die Gemeinde führt die Autopista AP-6.
Die Entfernung nach Ávila beträgt knapp 25 km (Fahrtstrecke) in nordnordöstlicher Richtung. Das Klima ist gemäßigt bis warm; der Regen (ca. 483 mm/Jahr) fällt mit Ausnahme der trockenen Sommermonate übers Jahr verteilt.

## Bevölkerungsentwicklung
| Jahr      | 1970 | 1981 | 1991 | 2001 | 2011 | 2021 |
| Einwohner | 1091 | 972  | 765  | 758  | 817  | 729  |

## Sehenswürdigkeiten

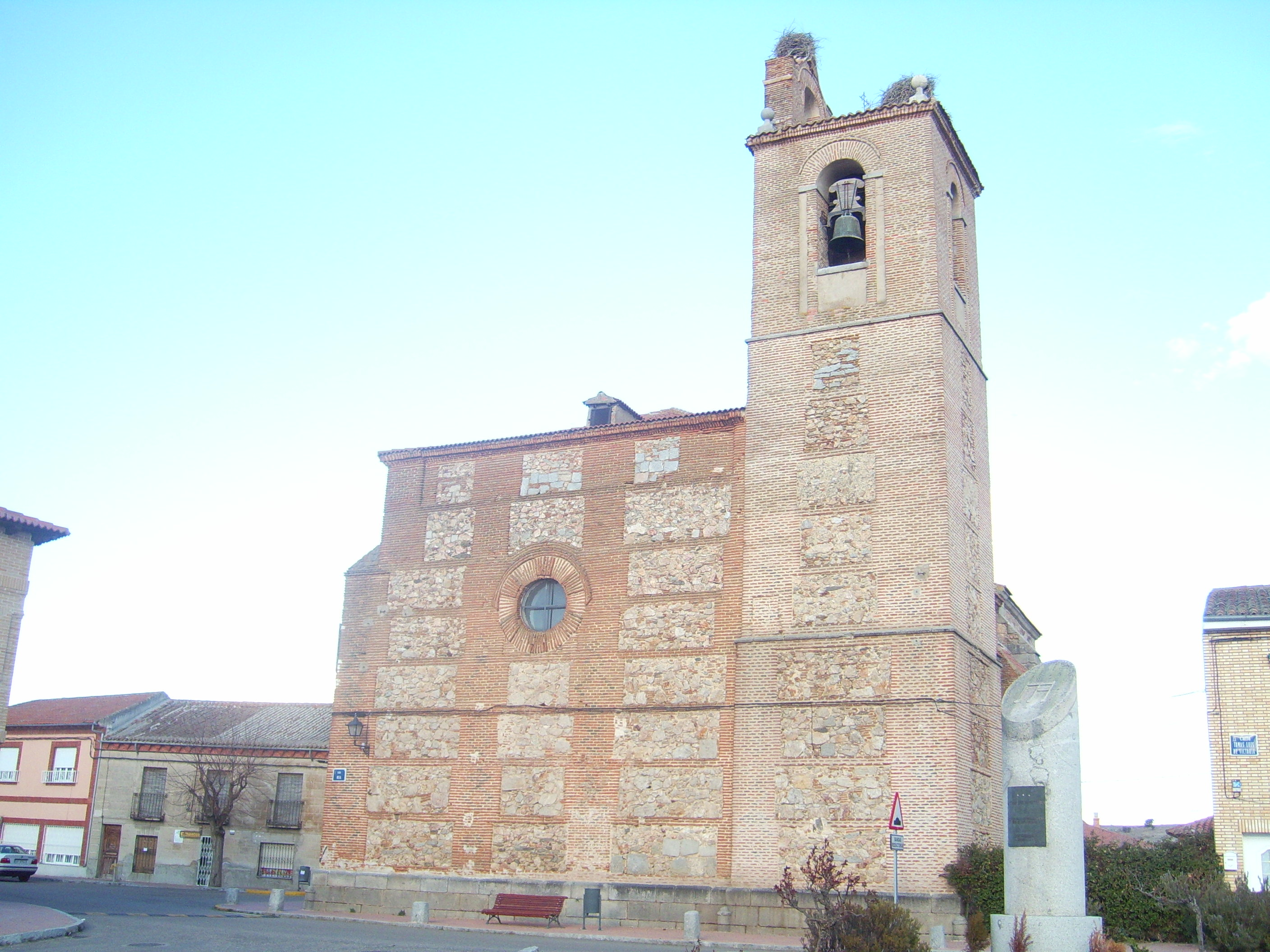
Martinskirche
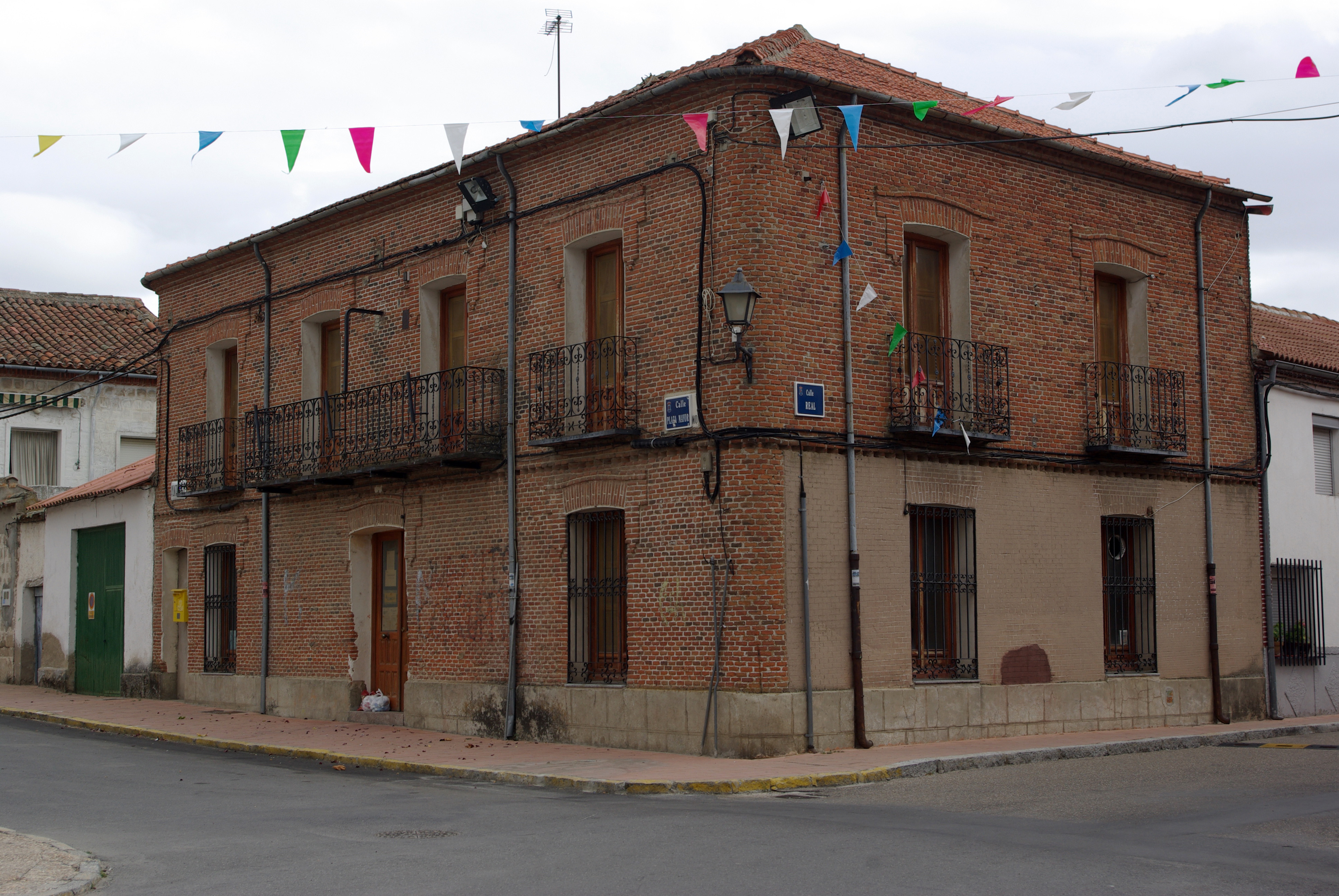
Altes Rathaus
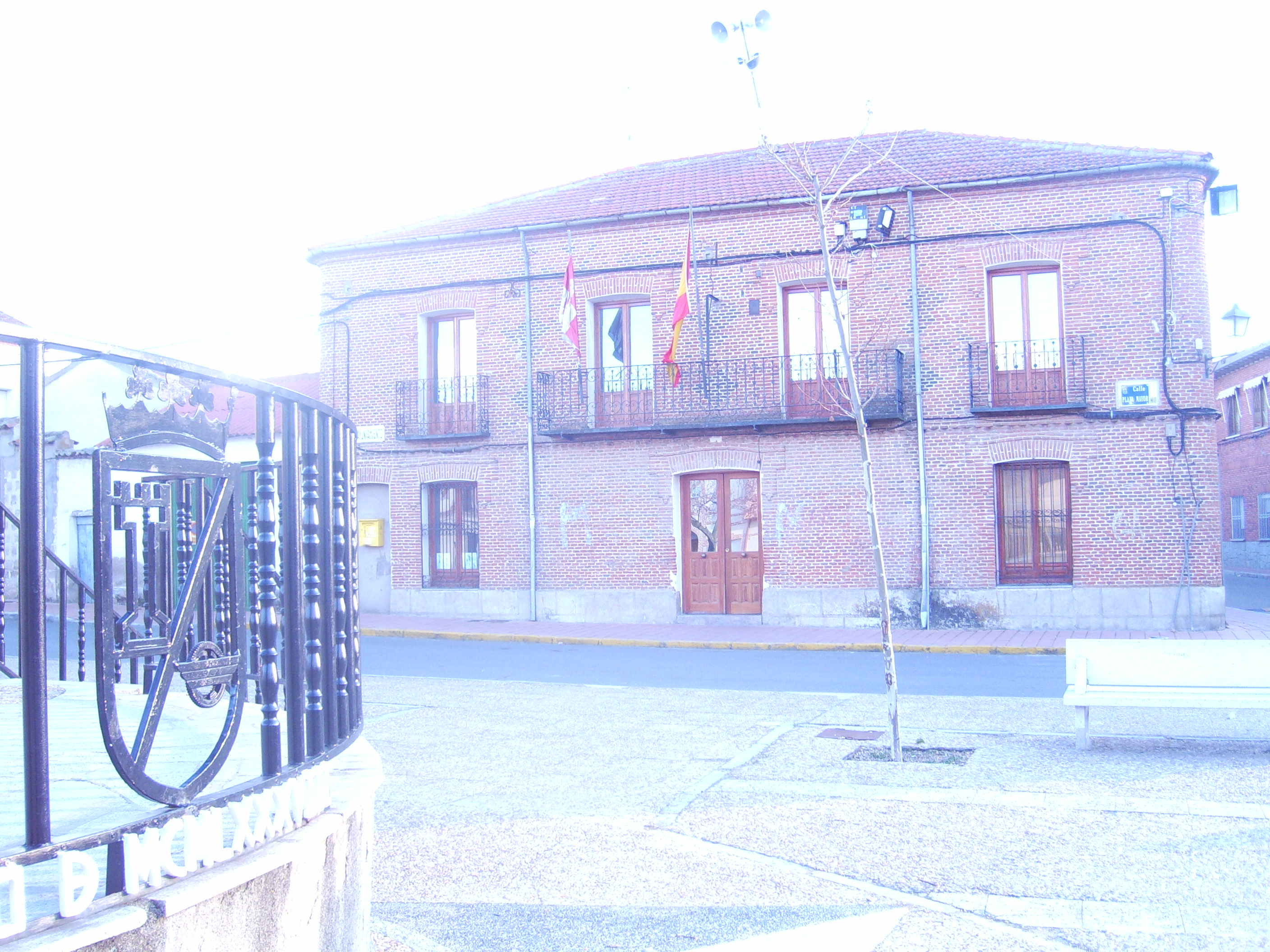
Neues Rathaus

- Martinskirche
- Altes Rathaus
- Neues Rathaus